# Colbert (C611)
Pour les autres navires du même nom, voir Colbert (navire).
Le Colbert, porte le nom du ministre de la Marine de Louis XIV, Jean-Baptiste Colbert. C'est un ancien croiseur de la Marine nationale française entre 1956 et 1991. Son indicatif visuel était C 611 et son indicatif international FAUC. Converti de 1993 à 2007 en navire musée à flot à Bordeaux, en attente de déconstruction il est amarré près de Brest, sur coffre, au cimetière des navires de Landévennec de 2007 à 2016 ; il est démantelé à Bassens, près de Bordeaux entre 2016 et 2018.
Il est le 6e bâtiment de la marine à porter ce nom, et le second croiseur ; le précédent, un croiseur lourd de 10 000 t entré en service en 1932 avait été sabordé le 27 novembre 1942 à Toulon.
Ce fut un navire de guerre essentiellement destiné à la lutte anti-aérienne. Sa construction débuta sur demande de la Marine nationale en 1953 dans les chantiers de la DCAN de Brest. Le Colbert devait être un navire puissant capable de contrer toutes menaces aériennes par la puissance de feu de son artillerie composée de 8 tourelles doubles de 127 mm (127mm/54 modèle 48 AA) et de 10 pseudos tourelles doubles ACAD modèle 51 AA de 57 mm pour une cadence de feu d'un coup par seconde et par tube.

## Devise
Devise du croiseur Colbert : « Perite et recte » (« Avec habileté et droiture »). Son insigne est inspiré des armes de la famille Colbert.

## Histoire
Le Colbert fait suite au croiseur De Grasse, mis en service en 1956, et dont il conserve les mêmes spécifications. La silhouette de ces deux bâtiments est très similaire et leur artillerie identique, mais la coque et les machines du Colbert diffèrent de celles du De Grasse, conçues à la veille de la Seconde Guerre mondiale. Les superstructures sont également repensées, tirant profit du retour d'expérience du De Grasse.
Ces deux croiseurs constituent à la fois le summum mais aussi le chant du cygne français en matière de croiseur antiaérien classique. Alors qu'au début de la Seconde Guerre mondiale, l'artillerie antiaérienne était secondaire et qu'elle n'était encore dirigée que par des appareils optiques, ces bâtiments sont hérissés de canons (de deux calibres, 127 mm/54 calibres modèle 1948 et 57 mm/60 calibres modèle 1951 Bofors) principalement destinés à la protection antiaérienne à moyenne et courte distance d'une force navale. Ils permettent aussi l'engagement contre les buts de surface et l'appui feu contre la terre (les 127 mm). De plus, ces canons sont commandés par des télépointeurs radars stabilisés (au roulis et au tangage) à poursuite de tir automatique. Dotés d'importants moyens de détection (radars) et de transmissions, et d'un central information (CI) conséquent. Ces croiseurs sont surtout en mesure de coordonner sur zone, bien au-delà de la portée pratique de leur artillerie, l'aviation amie (contrôle, interception) et de tenir le rôle de bâtiment de commandement dans le cadre d'opérations aéronavales, menées avec porte-avions. Secondairement, le Colbert pouvait, comme transport rapide, embarquer (pour une courte durée) une force (terrestre) d'intervention de 2 400 hommes.
Mis à flot le 24 mars 1956 pour commencer ses essais le 5 décembre de l'année suivante, le Colbert est officiellement admis en service actif le 5 mai 1959 et basé à Toulon.
De 1959 à 1964, en alternance avec le De Grasse, le Colbert assure la fonction de bâtiment amiral de l'Escadre de la Méditerranée. Il assumera seul cette fonction de 1964 à 1969.

### Image de la France et passagers illustres
Le rôle de représentation de la France du Colbert était important. En 1961, il rapatria les cendres du maréchal Lyautey. En 1964, il accompagne le général de Gaulle dans sa tournée en Amérique du Sud, un périple de trois semaines permettant à de Gaulle de visiter dix pays, principalement à bord de sa Caravelle. De Gaulle effectue à bord du Colbert, du 29 septembre au 1er octobre 1964, la traversée Arica - Valparaíso, un trajet de 900 nautiques, route au sud le long de la côte chilienne. Ce qui lui permet de se reposer et de signer plusieurs lois et décrets qui paraissent quelques jours plus tard au Journal officiel avec la mention « Fait à bord du Colbert. C. de Gaulle. ». Plus tard, du 10 au 13 octobre, il remonte à bord du navire pour faire la traversée Montevideo (Uruguay) - Rio (Brésil). 
Le voyage resté le plus célèbre est celui de juillet 1967 où, sur le Colbert, le général de Gaulle se rendit en visite officielle, d'abord à Saint-Pierre-et-Miquelon le 20 juillet, puis au Canada. C'est lors de cette visite que ce dernier prononça la phrase désormais célèbre : « Vive le Québec libre ! » le 24 juillet depuis le balcon de l'hôtel de ville de Montréal. À la suite de l'incident diplomatique qui s'ensuivit, il ne put poursuivre sa visite officielle. L'utilisation d'un navire plutôt que de l'avion (avec lequel il rentrera) n'était pas neutre. Elle justifiait ainsi une arrivée par la ville de Québec, puis de se rendre à Montréal par la route (le « Chemin du Roy »), par étapes. 
C’est également à son bord, durant la traversée de l’Atlantique, que le général signa un certain nombre de décrets dont le no 67-611 du 23 juillet 1967 relatif aux interprètes de réserve de l'armée de terre (IRAT, nouvelle appellation des interprètes militaires) et le no 67-612 relatif aux officiers de réserve interprètes et du chiffre (ORIC) de l'armée de mer. Le Colbert représenta la France aux fêtes du bicentenaire de l'Australie en 1988.
En 1968, De Gaulle envisage d’envoyer le Colbert pour rapatrier l’or français de la Réserve Fédérale des États-Unis, mais Valéry Giscard d’Estaing, son conseiller à l’époque, l’en dissuade.

### Une refonte nécessaire

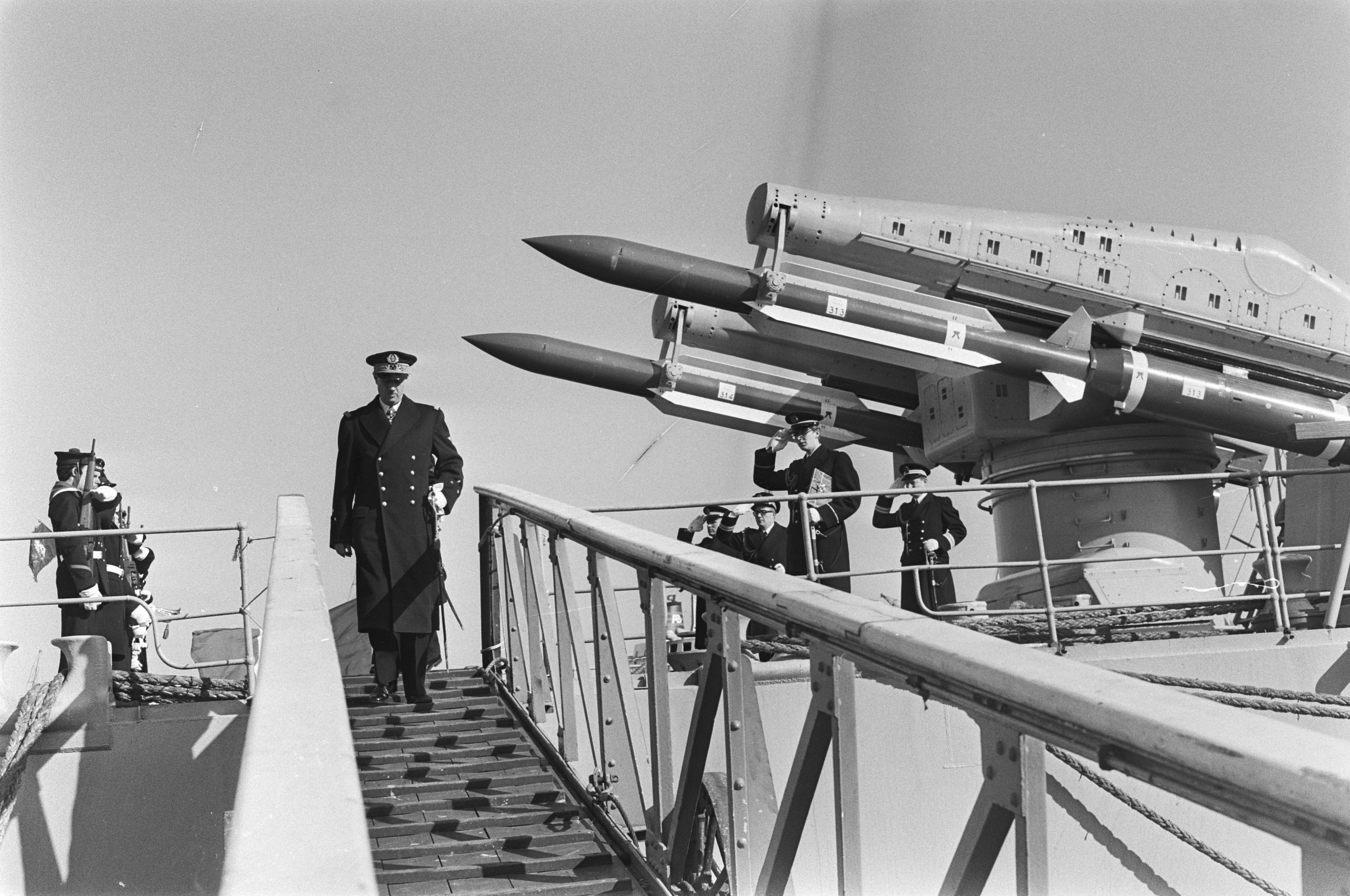
Le vice-amiral Philippe de Gaulle à bord du Colbert en 1976.

À l'instar du De Grasse, ou encore du cuirassé Jean Bart (tous deux commencés avant-guerre, mais achevés seulement dans les années 1950, principalement en raison de l'état désastreux des finances et des arsenaux du pays au lendemain de la guerre), le Colbert entre en service à la fin de la décennie 1950. Constatant l'évolution rapide de la menace aérienne et le fait qu'à la fin des années 1960, le « missile a remplacé le canon », l'armement d'origine du Colbert, basé sur l'artillerie classique, est considéré comme dépassée et inefficace face aux avions de combat supersoniques et supplanté par celui des bâtiments de nouvelle génération plus adaptés aux nouvelles menaces. Aussi pour lui conserver sa valeur militaire, le croiseur est refondu (a minima, à cause de restrictions budgétaires), entre 1970 et 1972 et devient un croiseur lance-missiles ; ce qui le rend apte à la lutte antiaérienne contre les avions modernes (rampe double de missiles Masurca (Marine surface contre avions). D'abord basé à Brest, il redevient, à partir de 1976, bâtiment amiral de l'escadre de la Méditerranée et retrouve Toulon.
Bâtiment capable de missions « pacifiques » comme celles de la représentation diplomatique du pays, le croiseur servit aussi dans des missions humanitaires (Agadir en 1960, évacuation à Bizerte en 1961). Il eut la réputation dans la marine française de n'avoir jamais tiré un seul coup de canon au combat. Sa seule mission de guerre se déroula pendant la première guerre du Golfe en 1991, quelques mois avant son désarmement, où il participa à l'opération Salamandre.
Au départ, il était prévu que le croiseur reste en service jusqu'en 1997, mais la date de son retrait a ensuite été avancée à 1993. Finalement, sa gourmandise en combustible et en équipage, mais peut-être également la fin du bloc soviétique, entraînèrent son retrait du service avec deux ans d'avance. Le Colbert fut définitivement désarmé le 24 mai 1991.

## Armement

### Armement d'origine (1959)
- Huit tourelles doubles de 127 mm anti-aérien et anti-surface
- Dix tourelles doubles de 57 mm anti-aérien

### Armement après la refonte de 1970 à 1972
- Quatre rampes lance-missiles anti-navires Exocet « MM 38 » (les missiles eux-mêmes ne seront installés que lors de la modernisation de 1980).
- Deux rampes lance-missiles anti-aériens moyenne portée Masurca.
- Six affûts doubles anti-aériens de 57 mm.
- Deux tourelles simples anti-aériennes et anti-surface de 100 mm.
- Une zone d'appontage sur la plage arrière pour hélicoptères marine tout type.

## Commandants
Les commandants du Colbert furent successivement :
- capitaine de vaisseau Revol, 26 octobre 1957 ;
- capitaine de vaisseau Salmon, 24 juin 1959 ;
- capitaine de vaisseau de Lachadenède, 21 octobre 1960 ;
- capitaine de vaisseau Gruson, 6 octobre 1961 ;
- capitaine de vaisseau Levesque, 24 juillet 1962 ;
- capitaine de vaisseau Chevillotte, 8 novembre 1963 ;
- capitaine de vaisseau Brasseur-Kermadec, 20 novembre 1964 ;
- capitaine de vaisseau Duray, 8 décembre 1965 ;
- capitaine de vaisseau Delahousse, 20 décembre 1966 ;
- capitaine de vaisseau Marie, 21 décembre 1967 ;
- capitaine de vaisseau Frémy, 26 décembre 1968 ;
- capitaine de frégate (BT) Dubois, 1er janvier 1970 ;
- capitaine de frégate (BT) Liétard, 1er avril 1970 ;
- capitaine de vaisseau Leenhardt, 5 août 1972 ;
- capitaine de vaisseau Gouva, 27 juin 1974 ;
- capitaine de vaisseau Cahuac, 23 octobre 1975 ;
- capitaine de vaisseau Lavolé, 27 avril 1977 ;
- capitaine de vaisseau Deloince, 14 septembre 1978 ;
- capitaine de vaisseau de Langre, 14 avril 1980 ;
- capitaine de vaisseau Bergot, 27 juillet 1981 ;
- capitaine de vaisseau Sainte-Claire Deville, 15 juin 1983 ;
- capitaine de vaisseau Rémy, 6 décembre 1984 ;
- capitaine de vaisseau Dupont-Nivet, 3 juillet 1986 ;
- capitaine de vaisseau Moysan, 27 novembre 1987 ;
- capitaine de vaisseau de Kersauson, 2 juin 1989 ;
- capitaine de frégate Taboni (désarmement), juin-août 1991.

## Le musée

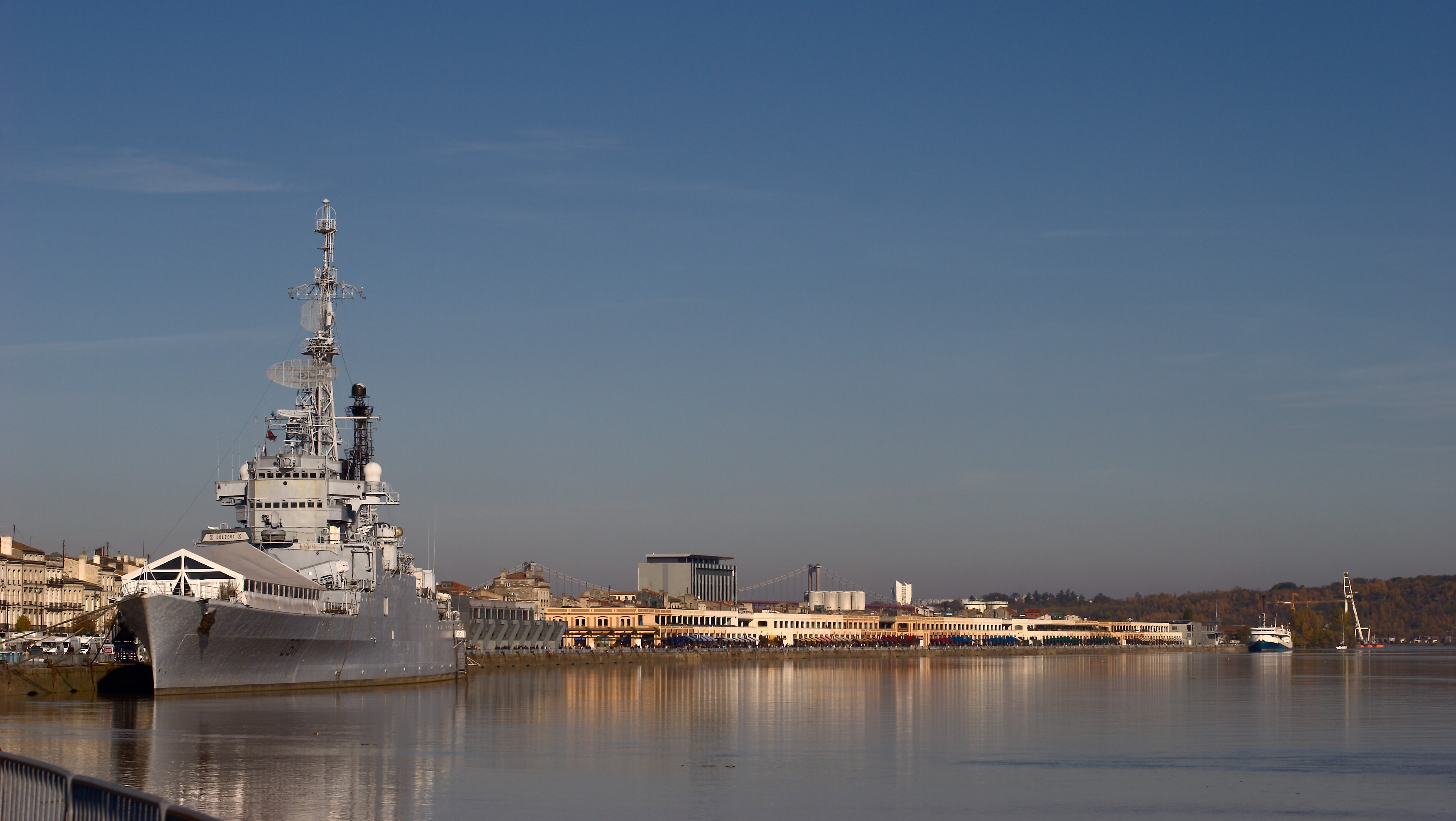
Le Colbert sur la Garonne à Bordeaux.

Le Colbert devint un musée flottant, amarré quai des Chartrons dans le port de Bordeaux en juin 1993 où il pouvait être visité. Il était le bateau musée le plus visité de France en 2004 et le « monument » le plus visité de la ville. Le Colbert était un musée privé : si le navire appartenait à l'État, ce dernier l'avait concédé à une association, Les Amis du Colbert. Plusieurs parcours fléchés avaient alors été aménagés, avec une visite durant entre 2 heures et 3 heures, pour traduire la vie telle qu'elle était à bord. Une visite guidée permettait d'avoir accès à des pièces fermées au public quand il était en service, comme le compartiment machines, le central opération, les postes équipages et les chambres des officiers et officiers mariniers, lors d'expositions permanentes à bord sur la Marine ou sur Météo-France. On y trouvait également une exposition originale de maquettes, où l'on pouvait voir des maquettistes au travail. La sirène du navire retentissait le midi, tous les mercredis et dimanches.
Un restaurant avait été aménagé à l'extérieur sous abri, dont les cuisines se trouvaient dans les anciennes cuisines du Colbert. Le restaurant pouvait également servir de salle de café-danse. Il était prévu qu'une station du tramway de Bordeaux soit installée sur le quai devant le Colbert, permettant un accès plus rapide du ou vers le centre-ville de Bordeaux avec l'espoir d'augmenter la fréquentation du navire. L'escale de ce croiseur avait fortement contribué à l'aménagement des quais.
Mais ce musée suscitait aussi des critiques à Bordeaux dont celles de riverains (il existait même une association nommée « Coulons le Colbert », candidat lors des municipales en 1995). Le Colbert connaissait aussi des difficultés financières récurrentes. Bien que propriétaire, l'État ne prenait pas à sa charge les coûts d'entretien dont un tel navire a besoin. Une peinture complète du bâtiment, par exemple, coûte plus de 500 000 euros, prix trop élevé pour le budget du musée. Même à quai, pour des raisons de sécurité et d'image, ce bâtiment nécessitait un entretien constant.

Vues du navire-musée Colbert
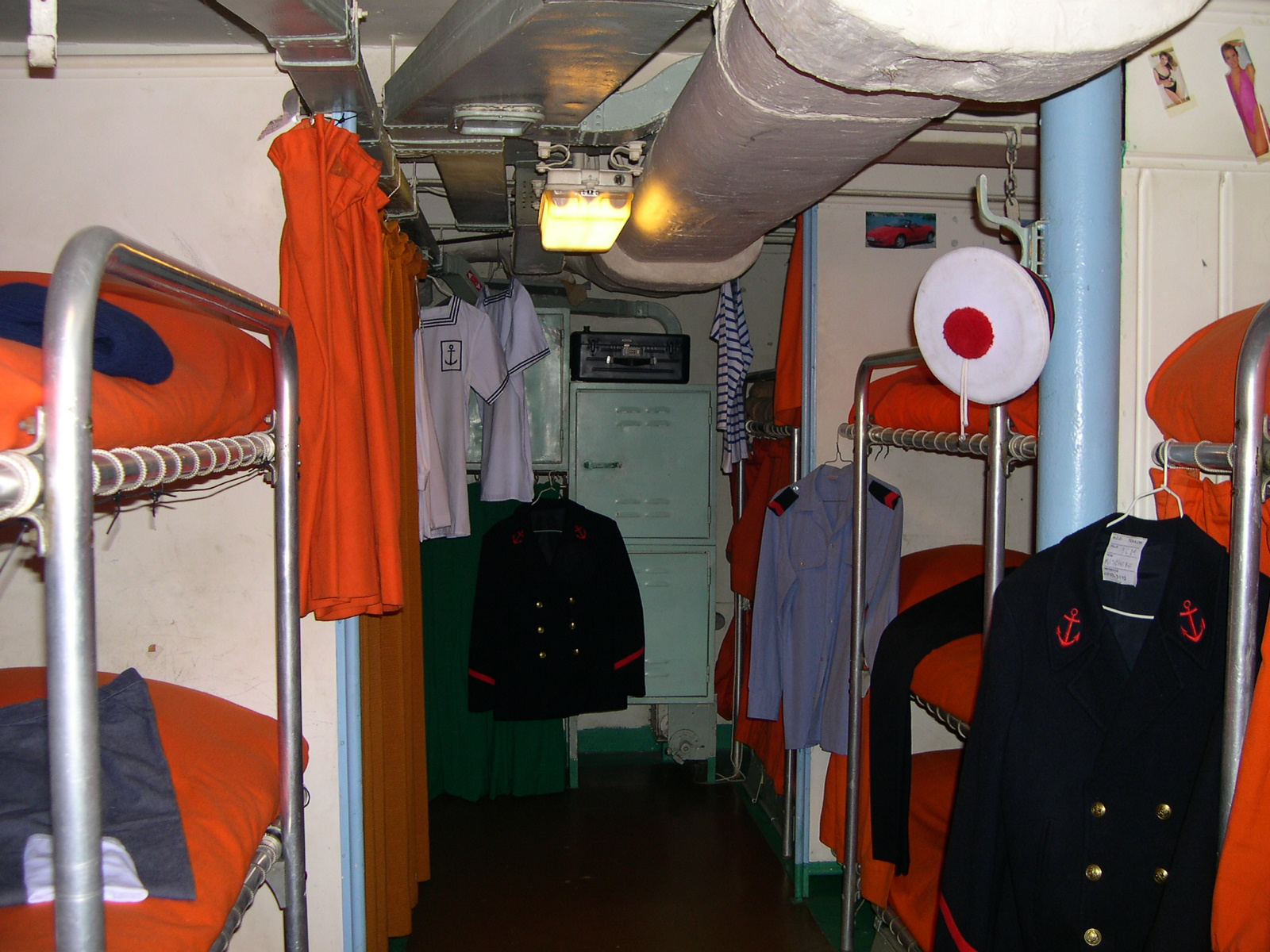
Un poste d'équipage avec ses trois couchettes superposées et ses caissons individuels.
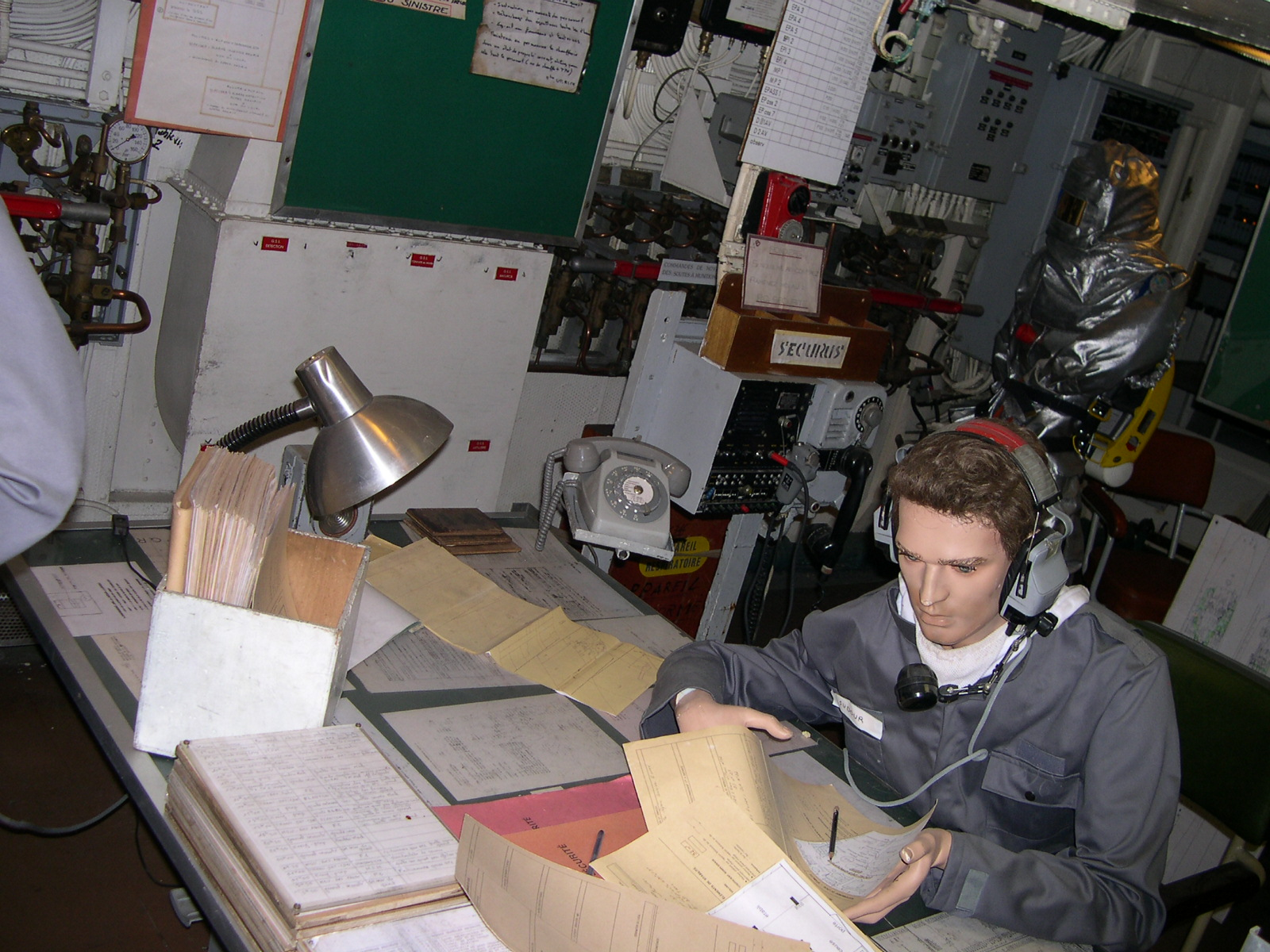
Un électromécanicien de sécurité de quart au PC Sécu.
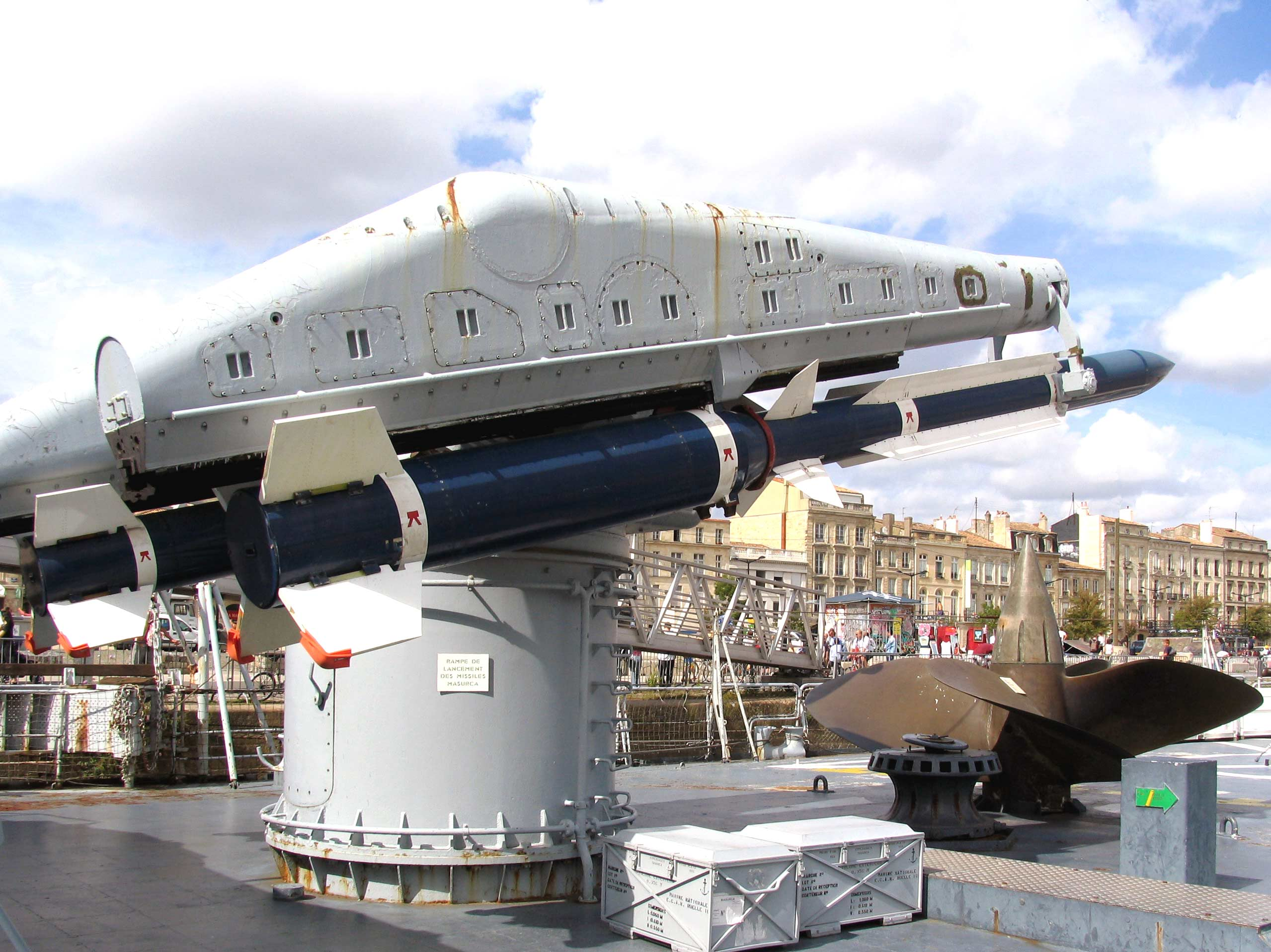
La rampe double de missiles Masurca sur la plage arrière.

## Démantèlement

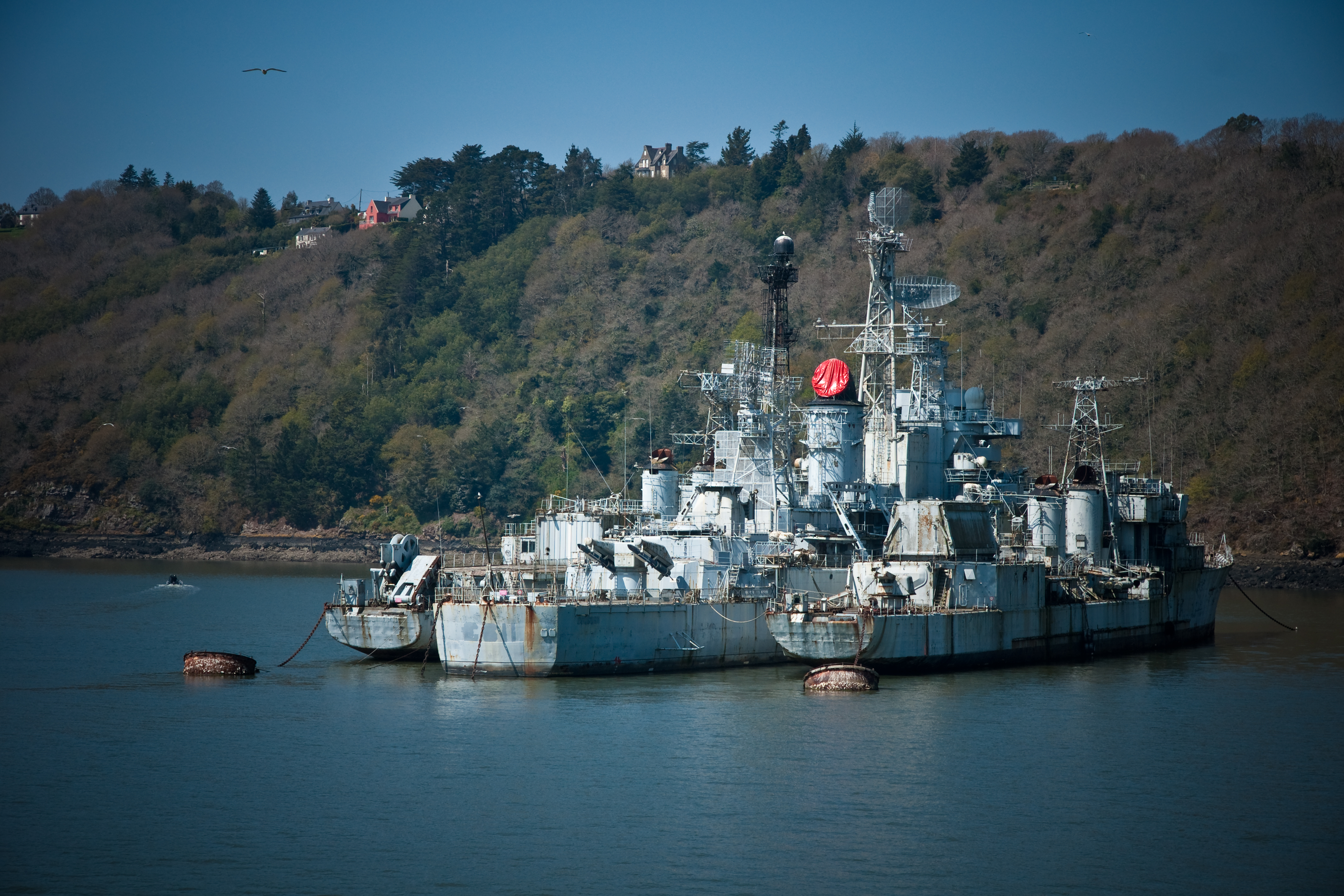
Le Colbert sur un coffre au cimetière des navires de Landévennec en 2010. Les escorteurs d'escadre La Galissionnière (à tribord) et le Duperré (à bâbord) sont amarrés à couple.

Sans la possibilité de financer celui-ci et sous la pression d'associations écologistes locales et de la Mairie de Bordeaux, le Colbert est fermé au public le 2 octobre 2006 et retiré du quai le 31 mai 2007, date d'expiration de la concession et de la sous-concession. Son dernier voyage l'amène à Brest, remorqué par la Marine nationale, il est alors embossé sur coffres au cimetière des navires de Landévennec.
Du fait de grandes similitudes techniques, la Marine nationale a « cannibalisé » encore de temps en temps des pièces détachées (essentiellement sur les chaudières et les turbines) du Colbert pour remplacer certains équipements de la Jeanne d'Arc, laquelle a été désarmée en 2010. Depuis cette date, plus rien ne s'oppose en théorie à la démolition du Colbert mais, en 2014, le navire était toujours amarré à Landévennec.
Le 12 juin 2014, la marine annonce que le Colbert quittera les méandres de l'Aulne pour retrouver l'estuaire de la Gironde. Il sera démantelé à Bassens, par les sociétés Bartin Recycling et Petrofer Société Nouvelle, en compagnie de la Jeanne d'Arc. Auparavant, le 2 février 2016, il rejoint le port de Brest afin d'être dépollué et préparé avant son remorquage vers la Gironde. Il a quitté Brest le 3 juin 2016, puis a rejoint Bassens pour être démantelé. Après une période de désamiantage, la découpe a commencé en novembre 2017. Au printemps 2018, son démantèlement est achevé.

## Philatélie
Un timbre à l'image du croiseur Colbert, d'après un dessin de Marie Détrée-Hourrière, a été émis par la Poste en 2019 avec une valeur faciale de 2,80 euros.